# Zoarces americanus
Zoarces americanus és una espècie de peix de la família dels zoàrcids i de l'ordre dels perciformes.

## Morfologia
- Els mascles poden assolir 110 cm de longitud total[6] i 5.436 g de pes.[7][8]

## Alimentació
Menja cucs, crustacis, mol·luscs, eriçons de mar, peixos i ascidis.

## Depredadors
Als Estats Units és depredat pel bacallà (Gadus morhua), el llobarro atlàntic ratllat (Morone saxatilis), el tallahams (Pomatomus saltatrix), el tauró gris (Carcharhinus plumbeus) i el solraig (Isurus oxyrinchus).

## Hàbitat
És un peix de clima temperat i demersal que viu entre 0-388 m de fondària.

## Distribució geogràfica
Es troba a l'Atlàntic nord-occidental: des de Labrador (el Canadà) fins a Delaware (Estats Units).

## Costums
És de costums bentònics.

## Observacions
És inofensiu per als humans.